# 梅湖水库
梅湖水库是中国浙江省宁波市慈溪市境内的一座水库，位于东上河上，建于1962年。水库正常库容为1240万立方米，集雨面积为23平方千米，海拔为21米。
梅湖水库是一座以防洪为主，结合供水、灌溉等综合利用的中型水库，以承担防洪、供水任务为主，同时兼顾生态、灌溉等功能。

## 历史
- 1958年1月动工兴建。
- 1960年7月电站建成。
- 1973年电站并网发电。
- 1980年1月电站扩建，扩建后总装机容量为395千瓦。